# Securitas AB
Securitas AB — шведский концерн в сфере безопасности. Текущая материнская компания Securitas AB была основана в 1934 году в городе Хельсингборге в Швеции. Штаб-квартира концерна находится в Стокгольме.
В период с 2006 по 2007 годы в результате организационных изменений и обновления руководства компания Securitas разделилась на три публичных общества, зарегистрированных на Стокгольмской фондовой бирже: Securitas AB, Securitas System и Securitas Direct. В 2006 году компания вывела на биржу подразделение по инкассации и центрам обработки данных — Securitas Cash Handling. В настоящее время в штате Securitas работают около 370 000 сотрудников в 56 странах. По собственным данным компании, её доля на мировом рынке безопасности составляет 12 процентов

## История

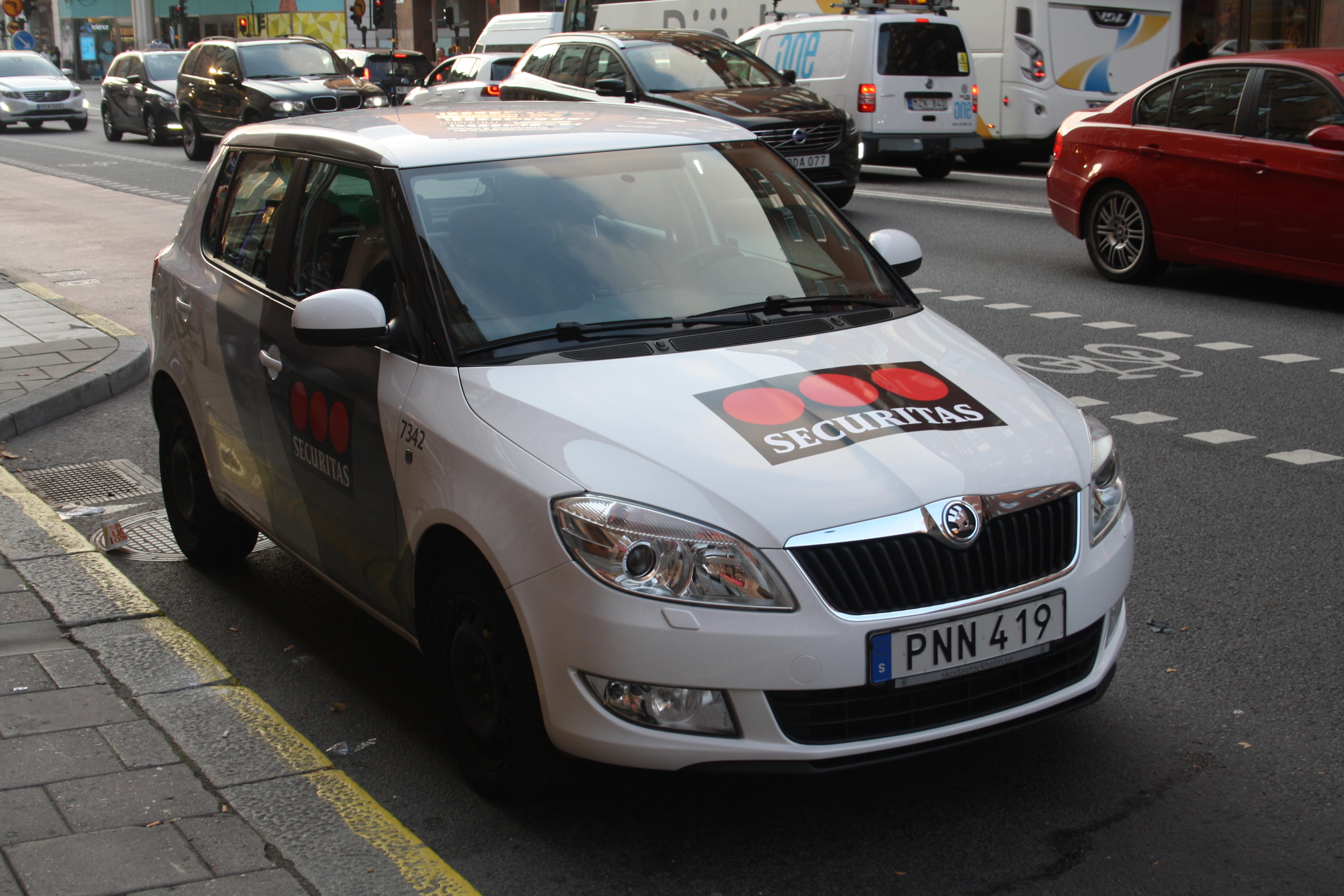
Патрульная машина Securitas

Securitas AB была основана в 1934 году в Хельсингборге, Швеция, под названием AB Hälsingborgs Nattvakt, когда Эрик Филип-Сёренсен приобрёл небольшую охранную компанию. В 1935 году компания сменила название на Förenade Svenska Vakt AB. Компания расширялась за счёт поглощения нескольких небольших охранных фирм, изначально на юге Швеции.

### 1940—2001 годы

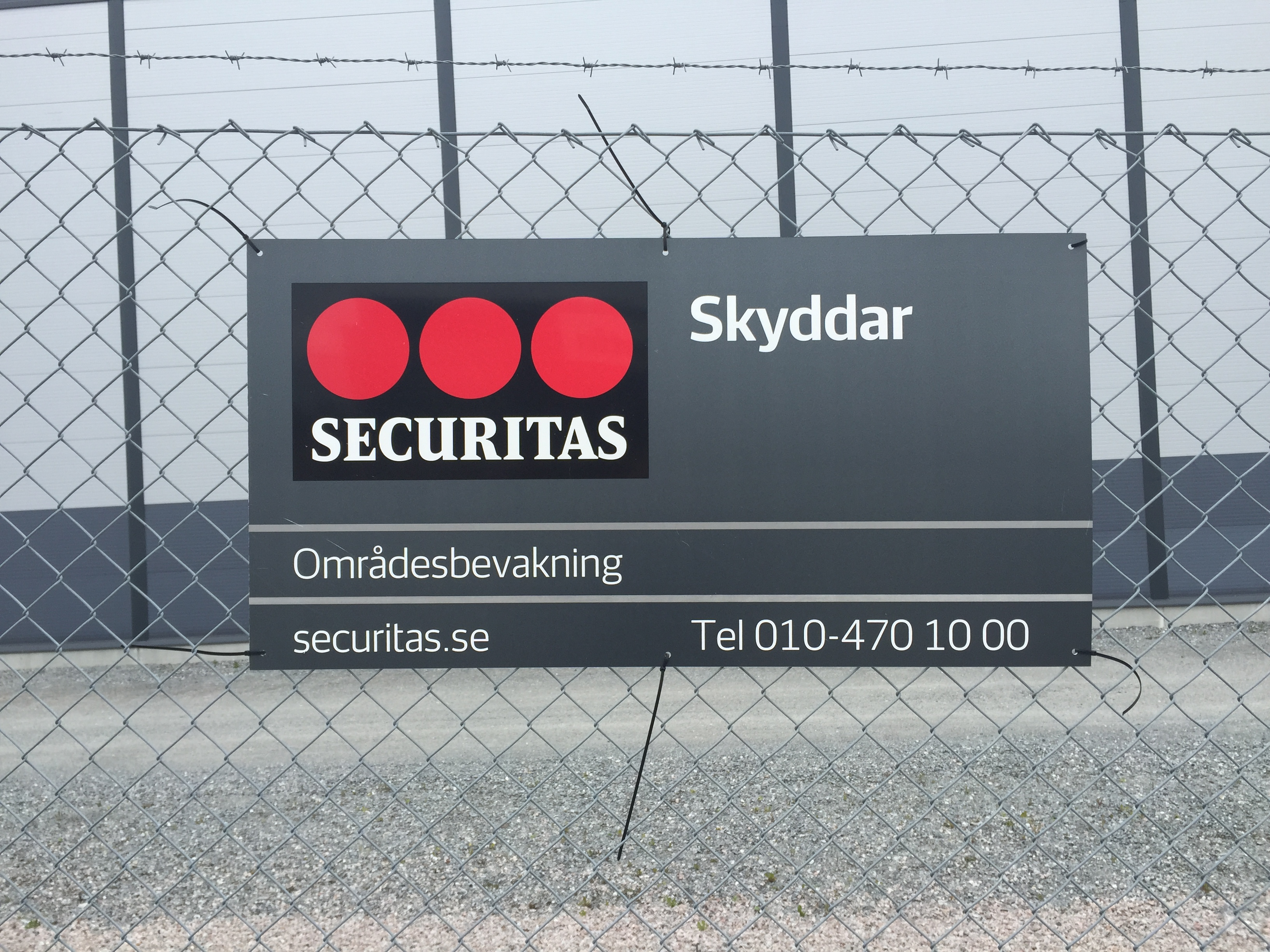
Таблица охраняемой территории Securitas

В 1949 году была основана дочерняя компания AB Securitas Alarm, специализирующаяся на охранных технологиях, и в последующее десятилетие компания начала международное расширение.
В 1961 году Securitas достигла первого технического прорыва с системой автоматического контроля доступа Securi-Coll. Затем компания внедрила систему оплаты для автозаправочных станций в Швеции, которая позже была модифицирована для снятия наличных. 7 мая 1968 года Securitas запустила первый в мире банкомат, связанный с банковской системой, в банке Oxie Sparbank в Мальмё.
В 1972 году группа была переименована в Securitas — в честь римской богини безопасности и стабильности, а логотип стал состоять из трёх красных точек и слова «Securitas». Точки символизируют основные ценности компании — «Честность, Бдительность и Готовность помочь».
В 1976 году Эрик Филип-Сёренсен продал группу своим сыновьям — Йоргену и Свену Филип-Сёренсенам, а в 1981 году группа была разделена между ними: международные операции превратились в Group 4, а шведские остались под брендом Securitas.
В 1983 году Securitas была продана холдинговой компании Skrinet, а в 1985 году приобретена Investment AB Latour под контролем Густафа Дугласа. Под новым управлением компания сосредоточилась на охранных услугах, а в 1989 году началось международное расширение с приобретениями в Норвегии, Дании, Португалии и открытием представительства в Венгрии.
В 1991 году Securitas была зарегистрирована на Стокгольмской фондовой бирже. В 1994 году группа распределила среди акционеров компанию ASSA AB (приобретённую в 1988 году). В течение 1990-х годов компания осуществила поглощения в одиннадцати европейских странах и в США.
В феврале 1999 года Securitas приобрела Pinkerton, а в августе 2000 года — Burns Security и несколько региональных охранных компаний в США. Эти сделки сделали Securitas одной из крупнейших охранных компаний в мире. В 2001 году была внедрена новая организационная структура с пятью бизнес-направлениями по типам услуг, а также приобретена Loomis Fargo & Company.

### 2003—2015 годы
В 2003 году охранные услуги группы в США были объединены под брендом Securitas, а услуги по инкассации были выделены в отдельное подразделение с единым руководством для операций в США и Европе.
В 2006 году подразделения Securitas Systems (системы сигнализации, мониторинга и контроля доступа) и Securitas Direct (решения для домов и малого бизнеса) были распределены среди акционеров группы и зарегистрированы на Стокгольмской фондовой бирже. В том же году были созданы подразделения Mobile (обслуживание малого и среднего бизнеса) и Alert Services (электронное наблюдение за домами и предприятиями), которые с 2007 года составляют бизнес-сегмент Mobile and Monitoring. Позднее Securitas Direct была переименована в Verisure во всех странах, кроме Испании и Португалии.
В ноябре 2007 года британское подразделение по инкассации Loomis было продано компании Vaultex Ltd., принадлежащей HSBC и Barclays. В том же месяце Securitas начала деятельность в Перу. В 2008 году подразделение Loomis (инкассация) было выделено в отдельную компанию и зарегистрировано на Nasdaq OMX Stockholm.
В сентябре 2010 года Securitas приобрела охранный бизнес Reliance Security Group в Великобритании. В ноябре 2011 года компания приобрела Chubb Security Personnel в Великобритании.
По состоянию на 2012 год Securitas работала в 53 странах и территориях.
В 2013 году Securitas приобрела Pinkerton Government Services, предоставляющую услуги охраны с допуском к секретной информации для государственных агентств и программ, требующих разрешения Министерства обороны или Министерства энергетики США. Это подразделение было переименовано в Securitas Critical Infrastructure Services и работает как в США, так и за рубежом при необходимости таких допусков.
В октябре 2015 года Securitas приобрела бизнес электронных систем безопасности Diebold Incorporated (N
YSE-DBD) в Северной Америке. Североамериканский бизнес Diebold, базирующийся в Грин, Огайо, является третьим по величине поставщиком коммерческих электронных систем безопасности в регионе, насчитывая около 1100 сотрудников, обслуживающих более 55 000 клиентских объектов и 200 000 площадок.

### 2022—н.в
В марте 2022 года Securitas начала сотрудничество с компанией Citizen для тестирования услуги частной охраны по запросу в Чикаго.
22 июля 2022 года Securitas приобрела Stanley Security Solutions, включая Stanley Healthcare, у американской компании Stanley Black & Decker. Бренды были переименованы в Securitas Technology и Securitas Healthcare соответственно. Первое соглашение было подписано 8 декабря 2021 года.